# فرانكو وانياما
فرانكو وانياما (بالإنجليزية: Franco Wanyama)‏ مواليد 7 فبراير 1968 في كامبالا، هو ملاكم محترف أوغندي سابق صنّف ضمن فئة الوزن المتوسط. سبق أن شارك في دورة الألعاب الأولمبية الصيفية سنة 1988.

## إحصائيات
خاض خلال مسيرته 29 نزالا، فاز في 20 وتعادل في 2 وخسر في 7. فاز بالضربة القاضية في 7 نزالات.

## روابط خارجية
- فرانكو وانياما على موقع بوكس ريك (الإنجليزية) (registration required)
- فرانكو وانياما على موقع أوليمبيديا (الإنجليزية)